# 次氯酸
次氯酸，化学式为HClO，是一种不稳定的弱酸，由氯气溶于水而成。它是一种无色液体，高浓度下因为一氧化二氯的产生而变黄。它会部分电离，形成次氯酸根 ClO−。 HClO 和ClO− 都是氧化剂，也是氯水消毒的方法。 HClO 无法从溶液里提纯。次氯酸钠 (NaClO) 和次氯酸钙  (Ca(ClO)2)都是漂白剂、 体香剂和消毒剂。
次氯酸可以在哺乳动物的白血球中找到，其中就包括人类。它是无毒的，并且多年来都被用作安全的伤口护理解决方案。
次氯酸溶解于水中后，具有很强的消毒性能，并且无毒，被认为是理想的清洁剂和消毒剂。 美国环境保护署已将其鉴定为对COVID-19有效的消毒剂， 由临床研究支持。
由于它具有穿透病原体膜的能力，因此也被用作商业除臭剂。

## 历史
1834年，次氯酸被法国化学家Antoine Jérôme Balard (1802–1876) 发现了。他把稀氧化汞水溶液和氯气反应，生成次氯酸。他也对次氯酸和其盐进行了命名。

## 製取
当纯净的氯气通入水中时，会形成盐酸和次氯酸：
Cl2 + H2O ⇌ HCl + HClO　　KW=1.56×10-4
一氧化二氯溶於水會轉變為次氯酸：
Cl2O + H2O → 2HClO

## 化學性質
在水溶液中，次氯酸部分电离为次氯酸根离子（ClO−，也称为“次氯酸盐阴离子”）和氢离子（H+）：
HClO ⇌ H+ + ClO−
次氯酸中性溶液是一種比標準狀況下的氯更強的氧化劑：
2 HClO(aq) + 2 H+ + 2 e− ⇌ Cl2(g) + 2 H2O　　E=+1.63V
注：标准状况指0℃，标准大气压下。
次氯酸不穩定，會慢慢發生自身氧化還原反應而分解，降低pH會促進該反應的進行：
{\displaystyle {\rm {2HClO{=\!=}2HCl+O_{2}\uparrow }}}
{\displaystyle {\rm {3HClO{=\!=}2HCl+HClO_{3}\uparrow }}}
次氯酸是一種弱酸，可以和鹼發生酸鹼中和生成相應的鹽和水。例如：
HClO+NaOH＝NaClO+H2O
含有次氯酸根的盐被称为次氯酸盐。最广为人知的一种家用次氯酸盐消毒剂是次氯酸钠（NaClO）。
次氯酸和它的酸酐——一氧化二氯达到平衡：
2HClO ⇌ Cl2O + H2O       K (at 0℃) = 3.55×10−3 dm3 mol−1

## 應用
- 在有机合成中， HClO 把烯烃转化成羟氯（英语：chlorohydrin）。[11]
- 在生物学中，次氯酸是由髓过氧化物酶的活性嗜中性粒细胞中氧化氯离子而产生的，有助于破坏细菌。[12][13][14]
- 在医学上，次氯酸水被用作消毒剂。[5][6][7]
- 在伤口护理方面，[15][16][17]截至2016年初，美国食品和药物管理局已批准其主要活性成分为次氯酸的产品，用于治疗伤口和人类和宠物的各种感染。它还被FDA批准为盐水溶液的防腐剂。
- 最近的研究表明，次氯酸适合消毒室内环境，如办公室，医院和保健诊所。[18]
- 在食品服务和水分配方面，有时使用专门设备从水和盐中产生 HClO 溶液，以产生足够的安全（不稳定）消毒剂，以处理食品制备表面和供水。[19][20]因为它的不可燃和无毒的特点，它也常用于餐馆的消毒。
- 在水处理中，次氯酸是游泳池中的活性消毒剂。[21]
- 此外，在船舶和游艇上，海洋卫生设备[22]使用电力将海水转化为次氯酸，在排放到海中之前对捣化粪便进行消毒。
- 在除臭方面，次氯酸可去除高达99%的恶臭，包括垃圾、腐烂的肉类、厕所、粪便和尿液气味。

## 危险性
HCIO 被美国环境保护局列为非危险物质。作为氧化剂，它可以是腐蚀性或刺激性的，这取决于其浓度和pH。
在临床测试中，对次氯酸水进行了眼部刺激、皮肤刺激和毒性测试，他们得出结论，它对眼睛和皮肤无毒、无刺激性。
最近的一项研究中，一种用纯次氯酸保存的盐水卫生溶液在不改变眼睑上细菌物种多样性的情况下显著降低细菌负荷。经过20分钟的治疗，葡萄球菌减少了>99%。
浓的次氯酸是一种强氧化剂，可以刺激皮肤甚至烧掉皮肤。它还会歧化成氯酸和盐酸，可以使组织死亡甚至直接分解。它不能用来氧化醇，因为它可以通过酯化反应形成爆炸性的次氯酸酯。它和氨反应会形成爆炸性的三氯化氮。

## 次氯酸水
坊間沒有一個完整的次氯酸水定義，簡單來說，只要溶液內含有次氯酸HClO及次氯酸根ClO-，就可以算是次氯酸水。HClO的殺滅細菌病毒效能是ClO-的80倍。
次氯酸可破壞病毒體及細菌細胞膜，令細菌病毒無法存活。次氯酸含量越高，殺菌效能越強。漂白水（次氯酸鈉NaClO）原液，pH12-14，一般含50000ppm次氯酸鈉，但用水稀釋後，就會產生次氯酸HClO及次氯酸根ClO-，1:99稀釋漂白水含HClO及ClO-的比例大概為120ppm及380ppm，所以1:99稀釋漂白水也可算是一種次氯酸水。1:99稀釋漂白水含有超過100ppm次氯酸成份，具有很好的殺菌消毒效果，但酸鹼值達pH9.0及帶腐蝕性(漂白水NaClO及哥士的NaOH)，只適合用於環境消毒。除次氯酸濃度，酸鹼值是另一個影响殺菌效能及安全性主要因素。pH4.5-5.0的次氯酸水內，次氯酸HClO含量達100%，為純次氯酸水，濃度100-300ppm，具有最強的殺滅細菌病毒效能，並且適合用於人體皮膚、傷口及黏膜。
次氯酸水容易被陽光降解，不耐高溫(40度以下)及會與空氣中雜質作用後降解，所以保存期限不長，應貯於不透光容器、將瓶蓋關緊、且置於陰涼處，否則消毒效果不佳。
尽管制造次氯酸相对容易，但是次氯酸水难以维持稳定。直到最近几年，科学家才能够经济高效地生产高濃度高穩定性的次氯酸水，其超強殺滅細菌病毒、除臭效能及安全性，適合用於醫療、商業、工業及家居等。